# Stadio Volpi del deserto
Lo Stadio Volpi del deserto (in spagnolo Estadio Zorros del desierto), noto fino al 2014 come Stadio municipale (in spagnolo Estadio Municipal), è uno stadio di Calama, in Cile, della capienza di 12 102 posti.  Inaugurato nel 1952, ospita le partite casalinghe del Cobreloa.

## Storia
L'impianto fu edificato nel 1952 su un terreno appartenente alla famiglia Abaroa.
Nel marzo 2013 iniziarono i lavori di ammodernamento dell'impianto, che raggiunse l'attuale capienza. Qualche mese prima dell'inaugurazione del rinnovato stadio, dal 17 al 19 ottobre 2014, si tenne un sondaggio per scegliere il nuovo nome da dare all'impianto. A vincere fu, con 1 088 voti, Zorros del desierto ("Volpi del deserto"), in onore del Lycalopex culpaeus o culpeo, che popola la zona. Il nome richiama anche il nomignolo dei giocatori e dei tifosi del Cobreloa.
Il rinnovato impianto aprì i battenti il 18 aprile 2015 in occasione della partita vinta per 3-1 dal Cobreloa contro il Dep. Antofagasta, valido per il Torneo de Clausura de Chile.